# 蘇爾扎河
蘇爾扎河（烏克蘭語：Суржа），是烏克蘭的河流，位於該國西部赫梅利尼茨基州，屬於日萬奇克河的支流，流經卡緬涅茨-波多利斯基，河道全長12公里，流域面積31.6平方公里。